# Naòfor

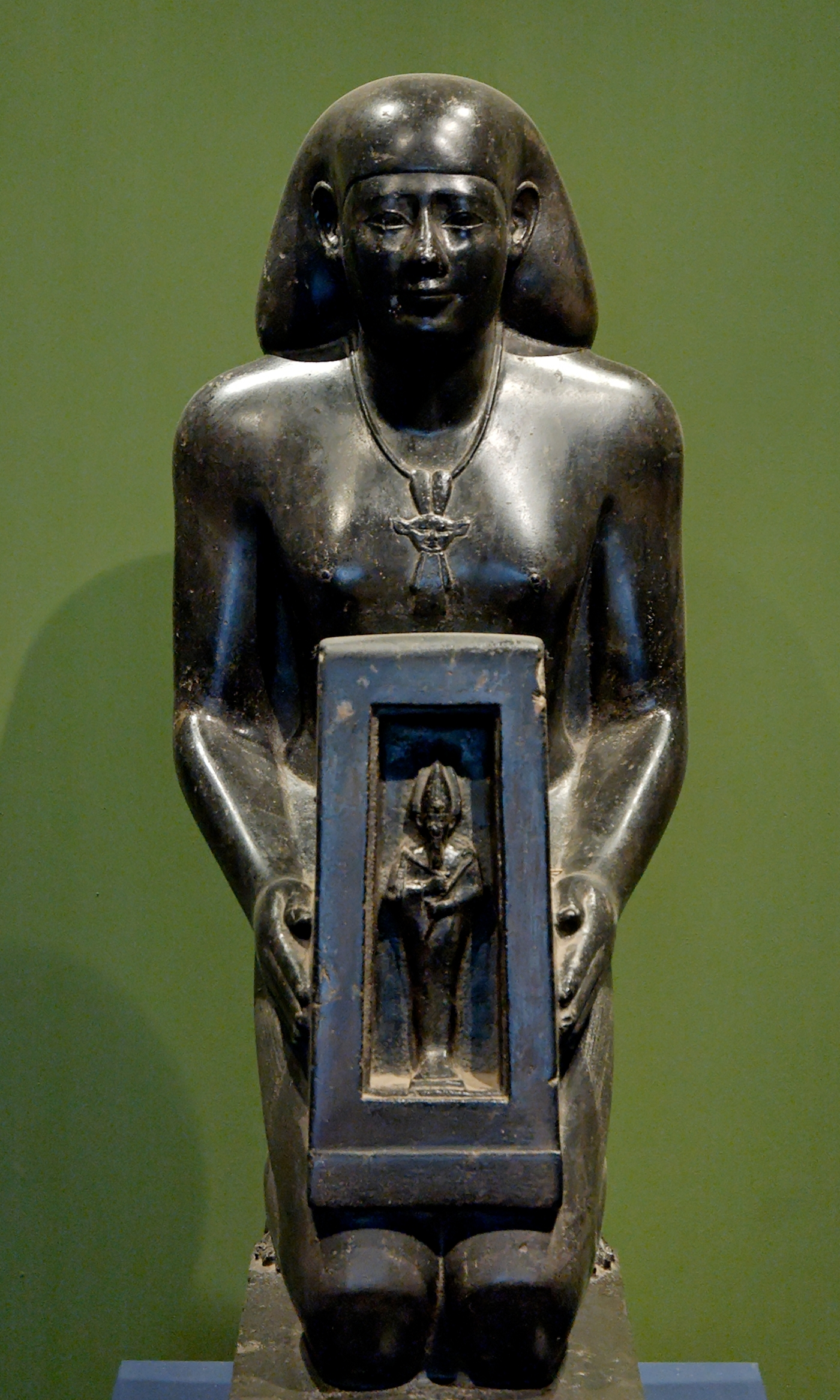
Estàtua naòfor d'Uah-Ib-Ra Mery-Neith, conservada al Museu Arqueològic Nacional de Nàpols.

Una estàtua naòfor és la que es compon de dues figures: la primera és un home, generalment agenollat, que presenta a les mans la imatge d'un déu emmarcat en un santuari. Aquest tipus d'estàtua va aparèixer per primera vegada a l'Imperi Nou durant la dinastia XIX, però va guanyar popularitat amb el pas del temps i va ser molt utilitzada en època dels Ptolomeus. El terme «estàtua naòfor» es deriva de la paraula «naos», que significa «santuari» en grec. En general, són estàtues d'un sacerdot o alt funcionari, agenollat o dempeus. Hi ha naòfors que mostren més d'un déu al santuari, com la de Panehesy, supervisor del tresor de Ramsès II.